# Yu Zidi
Yu Zidi (于子迪S, Yú ZǐdíP; Baoding, 6 ottobre 2012) è una nuotatrice cinese.

## Carriera
Si allena a Hengshui, presso l'Hebei Taihua Jinye Swimming Club.
Nel maggio del 2025, durante i campionati nazionali cinesi, ha nuotato i 200 metri misti in 2'10"63, classificandosi in seconda posizione ed ottenendo la qualificazione ai mondiali di Singapore a soli dodici anni. Infatti, nonostante il regolamento della World Aquatics in linea teorica non ammetta in tale competizione nuotatori di età inferiore ai quattordici anni, nel caso specifico il tempo fatto segnare dall'atleta rientrava nei limiti dello standard "A" stabilito dalla federazione internazionale, rendendo la qualificazione automatica a prescindere dall'età e facendo sorgere alcune polemiche circa i suddetti criteri regolamentari.
(Brent Nowicki, CEO di World Aquatics, 28 luglio 2025.)
In tal modo Yu Zidi è diventata la seconda atleta più giovane ad essere presente ad un campionato mondiale di nuoto dopo la bahreinita Alzain Tareq, che partecipò all'edizione del 2015 a dieci anni. Durante la competizione iridata ha preso parte ai 200 metri misti, ottenendo la qualificazione in finale e classificandosi in quarta posizione con il crono di 2'09"15 (nuovo record personale sulla distanza), a soli sei centesimi dalla medaglia di bronzo conquistata dalla canadese Mary-Sophie Harvey. Il 31 luglio chiude al quarto posto anche i 200 metri farfalla e vince la medaglia di bronzo nella staffetta 4x200 metri stile libero, nuotando però solo in batteria: in questo modo diventa la medagliata più giovane nella storia dei mondiali e la seconda più giovane in una qualsiasi competizione internazionale dietro alla danese Inge Sørensen. Chiude il suo mondiale con un altro quarto posto, il 3 agosto, nei 400 metri misti.

## Palmarès
- Mondiali

Singapore 2025: bronzo nella 4x200m sl.